# 纤细蝇子草
纤细蝇子草（学名：Silene gracilenta）为石竹科蝇子草属的植物，为中国的特有植物。分布在中国大陆的云南等地，生长于海拔3,700米至3,800米的地区，多生在石壁，目前尚未由人工引种栽培。

## 异名
- Silene graminoidea C. Y. Wu et C. L. Tang